# Femi Ogunode
Femi Ogunode (arab. ‏فيمي أوغونودي‎; ur. 15 maja 1991 w Ondo) – katarski lekkoatleta, sprinter. Medalista halowych mistrzostw świata i halowych mistrzostw Azji oraz finalista mistrzostw świata na stadionie, czterokrotny złoty medalista mistrzostw Azji, czterokrotny złoty medalista igrzysk azjatyckich, dwukrotny olimpijczyk (Rio de Janeiro, Tokio).
Wielokrotny złoty medalista regionalnych czempionatów i igrzysk rozgrywanych na terytorium Azji.
Jego młodszym bratem jest Tosin Ogunode, halowy rekordzista Azji w biegu na 60 metrów.

## Przebieg kariery
Do 2009 roku reprezentował Nigerię w zawodach lekkoatletycznych. W barwach Nigerii zajął 6. miejsce na mistrzostwach kraju rozgrywanych w 2008 roku, w konkurencji biegu na 400 m. Mniej więcej w tym samym czasie był najszybszym nigeryjskim sprinterem w kategorii wiekowej do lat 20, w związku z czym znalazł się w kadrze na igrzyska olimpijskie w Pekinie, jednak został z niej wykluczony.
W 2010 roku wziął udział w zachodnioazjatyckim czempionacie, podczas którego zdobył tytuły mistrzowskie w biegu na 100 i 200 m, jak również na igrzyskach azjatyckich w Kantonie zdobył złote medale w konkurencji biegu na 200 i 400 m. Rok później wywalczył złote medale między innymi na mistrzostwach Azji w Kobe i światowych wojskowych igrzyskach sportowych w Rio de Janeiro. Był też uczestnikiem światowego czempionatu w Daegu, w trakcie którego między innymi zajął 8. miejsce w finale biegu na 400 m. Startował na igrzyskach panarabskich w Dosze, w trakcie którego otrzymał medale w biegu na 100 i 200 m, zostały mu jednak później odebrane wskutek udowodnienia stosowania przez Katarczyka dopingu, w efekcie czego Ogunode został zdyskwalifikowany od 9 stycznia 2012 do 8 stycznia 2014 roku.
Po zakończeniu okresu dyskwalifikacji zawodnik wywalczył medale w konkurencji biegu na 60 m – srebrny na czempionacie Azji w Hangzhou i brązowy w czasie halowych mistrzostw świata w Sopocie. Uczestniczył w igrzyskach azjatyckich w Inczon, tam zdobył kolejne dwa złote medale zmagań tej rangi – w biegu na 100 i 200 m ustanowił swymi czasami nowe rekordy igrzysk, na pierwszym z dystansów ustanowił nowy rekord Azji. W 2015 roku został trzykrotnym mistrzem Azji, tytuły zdobył nie tylko indywidualnie w biegu na 100 i 200 m, ale też jako członek katarskiej sztafety 4 × 400 m.
W czasie igrzysk olimpijskich w Rio de Janeiro brał udział w konkursach biegu na 100 i 200 m. W swych biegach eliminacyjnych zajął odpowiednio 5. miejsce z czasem 10,28 (37. miejsce wśród wszystkich sprinterów) oraz 4. miejsce z czasem 20,36 (23. miejsce wśród wszystkich zgłoszonych do tej konkurencji sprinterów), w obu przypadkach odpadając z dalszej rywalizacji.
Na mistrzostwach Azji w Bhubaneswarze otrzymał kolejne dwa medale, srebrny w biegu na 100 m oraz brązowy w biegu na dystansie dwukrotnie dłuższym. Dwa lata później też startował na azjatyckim czempionacie, w swym biegu eliminacyjnym i półfinałowym uzyskał najlepsze czasy w kolejce, jednak w finale nie startował, gdyż mierzył się z kontuzją.
W ramach rozgrywanych w Tokio igrzysk olimpijskich też startował w konkurencjach biegu na 100 i 200 m, tym razem oba występy zakończył w fazie półfinałowej. W swej grupie zajął odpowiednio 8. miejsce z czasem 10,17 (20. miejsce wśród wszystkich półfinalistów) oraz 5. miejsce z czasem 20,34 (15. miejsce w gronie wszystkich półfinalistów).
W 2022 roku brał udział w mistrzostwach świata rozgrywanych zarówno w hali (wystąpił w konkurencji biegu na 60 m), jak i na stadionie (startował w biegu na 100 m), w obu występach nie osiągnął większych sukcesów. Rok później został halowym wicemistrzem Azji w konkurencji biegu sztafet 4 × 400 m.

## Osiągnięcia
| Rok     | Zawody                              | Miasto         | Miejsce | Konkurencja        | Wynik   |
| ------- | ----------------------------------- | -------------- | ------- | ------------------ | ------- |
| 2010    | Mistrzostwa Azji Zachodniej         | Aleppo         | złoto   | bieg na 100 m      | 10,25   |
| 2010    | Mistrzostwa Azji Zachodniej         | Aleppo         | złoto   | bieg na 200 m      | 20,92   |
| 2010    | Igrzyska azjatyckie                 | Kanton         | złoto   | bieg na 200 m      | 20,43   |
| 2010    | Igrzyska azjatyckie                 | Kanton         | złoto   | bieg na 400 m      | 45,12   |
| 2011    | Mistrzostwa Azji                    | Kobe           | złoto   | bieg na 200 m      | 20,41   |
| 2011    | Światowe wojskowe igrzyska sportowe | Rio de Janeiro | złoto   | bieg na 100 m      | 10,07   |
| 2011    | Światowe wojskowe igrzyska sportowe | Rio de Janeiro | złoto   | bieg na 200 m      | 20,46   |
| 2011    | Mistrzostwa świata                  | Daegu          | 3. SF   | bieg na 200 m      | 20,58   |
| 2011    | Mistrzostwa świata                  | Daegu          | 8.      | bieg na 400 m      | 45,55   |
| 2011    | Mistrzostwa panarabskie             | Al-Ajn         | złoto   | bieg na 200 m      | 20,59   |
| 2011    | Igrzyska panarabskie                | Doha           | złoto   | bieg na 100 m      | 10,37   |
| 2011    | Igrzyska panarabskie                | Doha           | srebro  | bieg na 200 m      | 21,01   |
| 2014    | Halowe mistrzostwa Azji             | Hangzhou       | srebro  | bieg na 60 m       | 6,62    |
| 2014    | Halowe mistrzostwa świata           | Sopot          | brąz    | bieg na 60 m       | 6,52    |
| 2014    | Puchar interkontynentalny           | Marrakesz      | brąz    | bieg na 100 m      | 10,04   |
| 2014    | Puchar interkontynentalny           | Marrakesz      | brąz    | bieg na 200 m      | 20,17   |
| 2014    | Igrzyska azjatyckie                 | Inczon         | złoto   | bieg na 100 m      | 9,93    |
| 2014    | Igrzyska azjatyckie                 | Inczon         | złoto   | bieg na 200 m      | 20,14   |
| 2015    | Mistrzostwa panarabskie             | Manama         | złoto   | bieg na 100 m      | 10,04   |
| 2015    | Mistrzostwa panarabskie             | Manama         | złoto   | bieg na 200 m      | 20,52   |
| 2015    | Mistrzostwa Azji                    | Wuhan          | złoto   | bieg na 100 m      | 9,91    |
| 2015    | Mistrzostwa Azji                    | Wuhan          | złoto   | bieg na 200 m      | 20,32   |
| 2015    | Mistrzostwa Azji                    | Wuhan          | złoto   | sztafeta 4 × 400 m | 3:02,50 |
| 2015    | Mistrzostwa świata                  | Pekin          | 3. SF   | bieg na 100 m      | 9,99    |
| 2015    | Mistrzostwa świata                  | Pekin          | 7.      | bieg na 200 m      | 20,27   |
| 2016    | Igrzyska olimpijskie                | Rio de Janeiro | 5. H    | bieg na 100 m      | 10,28   |
| 2016    | Igrzyska olimpijskie                | Rio de Janeiro | 4. H    | bieg na 200 m      | 20,36   |
| 2017    | Igrzyska solidarności islamskiej    | Baku           | 7.      | bieg na 100 m      | 11,46   |
| 2017    | Mistrzostwa Azji                    | Bhubaneswar    | srebro  | bieg na 100 m      | 10,26   |
| 2017    | Mistrzostwa Azji                    | Bhubaneswar    | brąz    | bieg na 200 m      | 20,79   |
| 2019    | Mistrzostwa Azji                    | Doha           | DNF     | bieg na 200 m      | N/A     |
| 2021    | Mistrzostwa panarabskie             | Radis          | złoto   | bieg na 100 m      | 10,19   |
| 2021    | Mistrzostwa panarabskie             | Radis          | złoto   | bieg na 200 m      | 20,60   |
| 2021    | Igrzyska olimpijskie                | Tokio          | 8. SF   | bieg na 100 m      | 10,17   |
| 2021    | Igrzyska olimpijskie                | Tokio          | 5. SF   | bieg na 200 m      | 20,34   |
| 2022    | Halowe mistrzostwa świata           | Belgrad        | 3. SF   | bieg na 60 m       | 6,60    |
| 2022    | Mistrzostwa świata                  | Eugene         | 7. H    | bieg na 100 m      | 10,52   |
| 2023    | Halowe mistrzostwa Azji             | Astana         | 4.      | bieg na 60 m       | 6,67    |
| 2023    | Halowe mistrzostwa Azji             | Astana         | srebro  | sztafeta 4 × 400 m | 3:09,26 |
| 2023    | Mistrzostwa Azji Zachodniej         | Doha           | złoto   | bieg na 100 m      | 10,13   |
| 2023    | Mistrzostwa Azji Zachodniej         | Doha           | złoto   | bieg na 200 m      | 20,70   |
| 2023    | Mistrzostwa panarabskie             | Marrakesz      | złoto   | bieg na 100 m      | 10,19   |
| 2023    | Mistrzostwa panarabskie             | Marrakesz      | złoto   | bieg na 200 m      | 20,52   |
| 2023    | Mistrzostwa Azji                    | Bangkok        | 4.      | bieg na 100 m      | 10,25   |
| 2023    | Mistrzostwa Azji                    | Bangkok        | 8. SF   | bieg na 200 m      | 29,03   |
| 2023    | Igrzyska azjatyckie                 | Hangzhou       | 5. SF   | bieg na 100 m      | 10,40   |
| 2023    | Igrzyska azjatyckie                 | Hangzhou       | 4.      | bieg na 200 m      | 20,75   |
| 2024    | Halowe mistrzostwa Azji             | Teheran        | 5. H    | bieg na 60 m       | 6,92    |
| Źródło: |                                     |                |         |                    |         |

Ma na koncie halowy tytuł mistrza kraju wywalczony w 2023 roku, w konkurencji biegu na 60 metrów.

## Rekordy życiowe
(stan na 15 maja 2024)
- bieg na 100 m – 9,91 (4 czerwca 2015, Wuhan, ; 22 kwietnia 2016, Gainesville, = )
- bieg na 200 m – 19,97 (11 września 2015, Gainesville)
- bieg na 400 m – 45,12 (22 listopada 2010, Kanton)
- sztafeta 4 × 100 m – 38,24 (2 kwietnia 2016, Gainesville)
- sztafeta 4 × 400 m – 3:02,50 (7 czerwca 2015, Wuhan)

Halowe
- bieg na 60 m – 6,51 (25 stycznia 2014, Flagstaff) =
- bieg na 200 m – 21,36 (4 lutego 2010, Linz)
- bieg na 400 m – 47,15 (13 lutego 2010, Lipsk)
- sztafeta 4 × 400 m – 3:09,26 (12 lutego 2023, Astana)

Źródło: 